# Glaphyrus modestus
Glaphyrus modestus is een keversoort uit de familie Glaphyridae. De wetenschappelijke naam van de soort is voor het eerst geldig gepubliceerd in 1858 door Kiesenwetter.